# شینیچی هاتوری
شینیچی هاتوری (انگلیسی: Shinichi Hatori؛ زادهٔ ۲۴ مارس ۱۹۷۱) شخصیت‌های تلویزیونی در ژاپن اهل ژاپن است.